# Sybra sulcata
Sybra sulcata là một loài bọ cánh cứng trong họ Cerambycidae.